# Puchar Świata w skeletonie 1988/1989
Sezon 1988/1989 Pucharu Świata w skeletonie – 3. sezon Pucharu Świata w skeletonie. Rozpoczął się 19 listopada 1988 roku w Calgary, w Kanadzie. Rozegrane zostały 3 konkursy.
Jedyne zwycięstwo w karierze odniósł Szwajcar Alain Wicki.

## Kalendarz Pucharu Świata
| Lp.                                    | Data                   | Miejscowość | 1. miejsce  | 2. miejsce                 | 3. miejsce                 |
| -------------------------------------- | ---------------------- | ----------- | ----------- | -------------------------- | -------------------------- |
| 1.                                     | 19 - 20 listopada 1988 | Calgary     | Alain Wicki | Christian Auer             | Andi Schmid                |
| 2.                                     | 29 stycznia 1989       | Igls        | Alain Wicki | Christian Auer             | Andi Schmid                |
| 3.                                     | 1989                   | Winterberg  | Alain Wicki | Christian Auer Andi Schmid | Christian Auer Andi Schmid |
| Mistrzostwa Świata 1989 – Sankt Moritz |                        |             |             |                            |                            |

## Klasyfikacja
| lp. | zawodnik           | kraj       | punkty |
| --- | ------------------ | ---------- | ------ |
| 1.  | Alain Wicki        | Szwajcaria | 60     |
| 2.  | Christian Auer     | Austria    | 57     |
| 3.  | Andi Schmid        | Austria    | 55     |
| 4.  | Franz Plangger     | Austria    | 50     |
| 5.  | Michael Grünberger | Austria    | 47     |
| 6.  | Urs Vescoli        | Szwajcaria | 42     |
| 7.  | Markus Kottmann    | Szwajcaria | 41     |
| 8.  | Fred Markl         | RFN        | 40     |
| 9.  | Rico Vetterli      | Szwajcaria | 33     |
| 10. | Richard Baumann    | RFN        | 28     |